# Christoph Schwarz (Skispringer)
Christoph Schwarz (* 1959) ist ein ehemaliger deutscher Skispringer.
Bereits 1975 wurde er im Alter von 15 Jahren Bayerischer Meister bei den Senioren. 1977 Deutscher Jugendmeister und 8. bei der Junioren-WM. Den Alpencup der Junioren beendete er mit nur wenigen Teilnahmen als Gesamtzweiter der Saison.
1976 wurde Schwarz ins Nationalteam unter Bundestrainer Ewald Roscher aufgenommen. In seinen ersten Jahren sprang er dabei bei der Vierschanzentournee nur auf hintere Plätze. Am 30. Dezember 1980 sprang er erstmals im Skisprung-Weltcup. Dabei gewann er mit dem 14. Platz in Oberstdorf seine ersten zwei Weltcup-Punkte. Noch während der Saison 1980/81 wollte Schwarz eigentlich seine Karriere beenden, weil er sich bei diversen Stürzen schwere Verletzungen zugezogen hatte. Nach Genesung wurde er 1981 Deutscher Vizemeister. Im selben Jahr wurde er als bester deutscher Teilnehmer 15. bei der Skiflug-WM in Oberstdorf. Bei der Vierschanzentournee 1981/82 erreichte er den 4. Platz. Dies war die beste Platzierung eines westdeutschen Skispringers seit den 60er Jahren. Die beste Einzelplatzierung erreichte er beim Weltcup 1982 mit dem 3. Platz in Sapporo. Bei der Nordischen Skiweltmeisterschaft 1982 in Oslo erreichte er von der Normalschanze den 26. Platz. Die Weltcup-Saison 1981/82 beendete er auf dem 23. Platz in der Gesamtwertung. Nachdem er sein großes Ziel einer Olympiateilnahme 1984 nicht erreichen konnte, beendete er 1984 seine aktive Skisprungkarriere.
Nach seiner aktiven Karriere wurde Schwarz Trainer und Betreuer bei seinem Heimatverein WSV Oberaudorf 05. Dort ist er zudem als Wettkampfleiter im Juniorenbereich aktiv.